# BloodStorm
BloodStorm è un videogioco arcade picchiaduro sviluppato nel 1994 e pubblicato da Strata. È stato l'ultimo videogioco distribuito dall'azienda prima del suo fallimento definitivo. Il gioco possiede una storia molto cupa, essendoci solo un paio di protagonisti di carattere benevolo, mentre tutti gli altri sono rappresentati come psicopatici o semplicemente megalomani, ad ogni modo malvagi. Erano previste versioni per Sega Saturn e PlayStation per inizio 1995, in seguito annullate. Il gioco è anche considerato un tentativo non riuscito di competere con la serie videoludica di Mortal Kombat.

## Modalità di gioco
Il gioco mantiene varie caratteristiche del predecessore Time Killers, come strappare braccia e gambe agli avversari e utilizzare un attacco Instant Kill, oppure una Special Death Move, simile alle Fatality. Ogni personaggio possiede quattro pulsanti di attacco, riferiti ai 4 arti del corpo (vale a dire i calci e i pugni) e uno per la parata (che diventa inutilizzabile se si perde un arto particolare). Ogni personaggio ha inoltre un Gauntlet, cioè un'arma caratteristica per ogni personaggio, e una Sunder, una mossa che distrugge la metà inferiore del corpo dell'avversario stordito, impedendogli così di saltare e costringendolo ad attaccare solo con i pugni. Ogni parte del corpo di entrambi i personaggi torna al proprio posto all'inizio di ogni round (altra caratteristica ripresa da Time Killers).  Una novità rispetto al predecessore è che, una volta battuto un avversario, il giocatore ottiene una sua abilità speciale (nello stile della serie di Mega Man).
È possibile salvare i propri progressi nel gioco tramite una password premendo dei tasti durante la selezione dei personaggi; siccome però i dati vengono salvati fino allo spegnimento della console, la password serve a poco, a meno che non venga usata per riprendere il gioco da dove lo si è interrotto.

## Personaggi
Otto sono i personaggi giocabili.
- Hellhound: generale e campione del Popolo del Fuoco della Provincia meridionale. Il suo popolo è in guerra con quello del Ghiaccio, e lo stesso Hellhound ha un conto in sospeso con il suo acerrimo nemico, Freon.
- Freon: è il sovrano del Popolo del Ghiaccio della Provincia settentrionale. È in aperta ostilità con Hellhound del popolo del Fuoco, tanto che medita la sua distruzione. Nel suo finale, si dimostra un tiranno ignobile il cui regno porterà a una grave decadenza.
- Tempest: agile combattente del vento e figlia dell'imperatore, si sente in dovere di succedergli e considera il torneo un insulto alla sua genetica perfetta e alle sue abilità. Nel suo finale, ammette però per sbaglio di aver ucciso il proprio padre e liberato Nekron, e viene così giustiziata.
- Razor: misterioso leader della Costa d'Ebano e trafficante in affari con i vari leader mondiali. Ha perduto un braccio dopo un affare con la sua amante Tempest, arto rimpiazzato contro la su volontà in un esperimento genetico di Talon, dal quale è poi riuscito a scappare, giurando di distruggere ogni forma di vita cibernetica. Nel suo finale, Razor guida un esercito guidato da ogni provincia del pianeta e distrugge ogni arma tecnologica.
- Tremor: un essere ultramillenario che combatte grazie al potere della Terra delle province montane. Conscio delle guerre che influenzano il pianeta, ha varie volte tentato invano di negoziare con i popoli ormai in conflitto. Tremor entra dunque nel torneo per portare la pace sul pianeta.
- Mirage: è la regina di una razza amazzonica cannibale che vive nella provincia desertica di Obsel, il cui popolo ha sopraffatto ogni maschio, e intende guidare il suo esercito alla conquista del pianeta tramite il torneo BloodStorm. I suoi Gauntlets possono sparare bombe granate letali all'avversario.
- Talon: sovrano di Cyberia dal cuore di ferro, freddo, crudele e odiato da tutti. In origine, egli aveva trovato un modo per fermare le guerre che susseguivano sul pianeta, ma ora vede gli individui in carne e ossa come esseri inferiori, ragion per cui egli è deciso di trasformarli tutti in schiavi cibernetici.
- Fallout: un misterioso guerriero emerso dalle pozze radioattive del pianeta, conosciute come la "Death Zone", dopo la morte dell'imperatore. Le sue ragioni per l'entrata nel torneo sono sconosciute.

A questi si aggiungono vari personaggi segreti, affrontabili dopo aver soddisfatto delle specifiche condizioni.

## Sequel
Nonostante fosse stato programmato, il sequel per il gioco è stato cancellato in quanto la Strata dovette chiudere i battenti.